# Maria Zef
Maria Zef è una miniserie televisiva in due puntate trasmessa su Rai 3 (allora Terza Rete) nel 1981.
La regìa fu affidata a Vittorio Cottafavi mentre il soggetto è tratto dall'omonimo romanzo di Paola Drigo.
Lo sceneggiato è recitato quasi interamente in friulano, sottotitolato in italiano.

## Trama
Mariute e Rosute sono figlie di una povera donna friulana sfiancata dal troppo lavoro e di un uomo emigrato anni prima negli Stati Uniti. 
Dopo la morte del padre, avvenuta in terra americana, le tre donne restano sole e senza alcun sostentamento. 
Alla scomparsa anche della madre, avvenuta per il troppo lavoro e per gli acciacchi dati da una prematura vecchiaia, Mariute tredicenne e Rosute di poco più di sei anni, vengono dapprima affidate a suore senza cuore, dopodiché, anche a seguito di un affido a una donna ricca del luogo non andato a buon fine, affidate allo zio chiamato Barbe Zef. Quando Rosute si sloga una caviglia, Barbe Zef la farà ricoverare in un ospedale locale senza più andarla a prelevare. 
Mariute d'ora in poi sarà costretta a subire le attenzioni dello zio Zef, verrà sfruttata e maltrattata da quest'uomo insensibile e a sua volta indurito da una vita grama. Portata all'esasperazione Mariute lo ucciderà.

## Distribuzione
Nel 2019 il film è stato restaurato e proiettato alla 76ª Mostra internazionale d'arte cinematografica di Venezia nella sezione "Venezia Classici". In questa occasione lo sceneggiato, composto da due puntate di un'ora circa, è diventato un film unico della durata di 2 ore e 2 minuti. In questa nuova riduzione il film è stato trasmesso, per la prima volta, da Rai 3 all'interno del contenitore televisivo Fuori Orario nella notte del 7 settembre 2019.